# سوء الممارسة الطبية
سوء الممارسة الطبية هو سببٌ قانونيٌ لفعلٍ يُحدث عندما ينحرفُ أخصائي الرعاية الطبية أو الصحية عن معايير مهنته، مما يتسببٌ في إصابةٍ للمريض. تعتمدُ القوانين العامة أنَّ سوء الممارسة الطبية مرتبطٌ بالإهمال.
يعتبر الإجراء الطبي-القانوني في العديد من البلدان أكثر شيوعًا ضد الأطباء الذكور (نسبة الأرجحية 2.45).